# Anna Saulowna Ljuboschiz
Anna Saulowna Ljuboschiz (russisch Анна Сауловна Любошиц; * 13. Julijul. / 25. Juli 1887greg. in Odessa; † 20. Februar 1975 in Moskau) war eine russische Cellistin.

## Leben
Anna stammte aus einer jüdischen Geigerfamilie. Bereits als Kind lernte sie das Cellospiel bei ihrem Vater. Sie absolvierte die Cello-Klasse der Musikschule Odessa mit Abschluss 1903. Darauf studierte sie als erste Cellistin am Moskauer Konservatorium Cello bei Alfred von Glehn und Klavier bei D. N. Weiss. 1909 schloss sie das Studium mit einer Goldmedaille ab.
Bis zur Oktoberrevolution konzertierte Anna in Russland und im Ausland. Sie trat mit bedeutenden Musikern auf, so mit Fjodor Schaljapin und Alexander Goldenweiser, und sie spielte unter Arthur Nikisch und Emil Cooper. Mit ihren Geschwistern Lea Luboschitz (1885–1965, Violine) und Pierre Luboschitz (1891–1971, Klavier), die beide nach der Oktoberrevolution in die USA auswanderten, trat Anna im Trio auf.
1920–1930 spielte Anna in verschiedenen Orten in der Sowjetunion. 1924–1929 spielte sie auch fürs Radio. 1931–1939 arbeitete sie als Solistin der Moskauer Philharmonie.
Anna war verheiratet mit dem Internisten Nikolai Adolfowitsch Schereschewski. Ihre Tochter Nadeschda Nikolajewna Schereschewskaja (1915–1998) wurde Philologin. Anna wurde im Kolumbarium des Moskauer Nowodewitschi-Friedhofs beigesetzt.

## Ehrung
- Verdiente Künstlerin der RSFSR (1933)